# Пшибково (Щецинецький повіт)
Пшибково (пол. Przybkowo) — село в Польщі, у гміні Барвиці Щецинецького повіту Західнопоморського воєводства.
Населення — 183 особи (2011).

## Демографія
Демографічна структура станом на 31 березня 2011 року:
|          | Загалом | Допрацездатний вік | Працездатний вік | Постпрацездатний вік |
| -------- | ------- | ------------------ | ---------------- | -------------------- |
| Чоловіки | 91      | 16                 | 65               | 10                   |
| Жінки    | 92      | 18                 | 55               | 19                   |
| Разом    | 183     | 34                 | 120              | 29                   |